# José Francisco González González
José Francisco González González (ur. 17 marca 1966 w Yahualica) – meksykański duchowny rzymskokatolicki, biskup Campeche w latach 2014-2025, arcybiskup metropolita Tuxtla Gutiérrez od 2025. 

## Życiorys
Święcenia kapłańskie otrzymał 4 czerwca 1995 z rąk kard. Juana Sandoval Íñigueza i został inkardynowany do archidiecezji Guadalajara. Po święceniach i studiach w Rzymie został wykładowcą i wychowawcą w guadalajarskich seminariach (był także wicerektorem niższego seminarium).
14 lutego 2008 papież Benedykt XVI mianował go biskupem pomocniczym archidiecezji Guadalajara, ze stolicą tytularną Feradi Maius. Sakry biskupiej udzielił mu 10 kwietnia 2008 kard. Juan Sandoval Íñiguez.
W latach 2009–2011 był sekretarzem generalnym CELAM.
13 grudnia 2013 papież Franciszek mianował go biskupem ordynariuszem diecezji Campeche. Ingres odbył się 12 lutego 2014. 
26 lutego 2025 ten sam papież przeniósł go na urząd arcybiskupa metropolity Tuxtla Gutiérrez. Ingres odbył się 25 kwietnia 2025. Paliusz otrzymał z rąk papieża Leona XIV w dniu 29 czerwca 2025.